# Polk (Ohio)
Polk es una villa ubicada en el condado de Ashland en el estado estadounidense de Ohio. En el Censo de 2010 tenía una población de 336 habitantes y una densidad poblacional de 125,22 personas por km².

## Geografía
Polk se encuentra ubicada en las coordenadas 40°56′43″N 82°12′52″O / 40.94528, -82.21444. Según la Oficina del Censo de los Estados Unidos, Polk tiene una superficie total de 2.68 km², de la cual 2.62 km² corresponden a tierra firme y (2.32%) 0.06 km² es agua.

## Demografía
Según el censo de 2010, había 336 personas residiendo en Polk. La densidad de población era de 125,22 hab./km². De los 336 habitantes, Polk estaba compuesto por el 97.02% blancos, el 0.3% eran afroamericanos, el 0% eran amerindios, el 0% eran asiáticos, el 0% eran isleños del Pacífico, el 0.89% eran de otras razas y el 1.79% pertenecían a dos o más razas. Del total de la población el 2.38% eran hispanos o latinos de cualquier raza.